# Maruxa Pita
Maruxa Pita (María Dolores Pita Lissarrague) (Madrid, 18 de marzo de 1930-Ciudad Quezon, 19 de enero de 2025) fue una misionera española perteneciente a la Institución Teresiana, Asociación Internacional de Laicos de la Iglesia Católica, fundada en España por San Pedro Poveda Castroverde. Licenciada en Ciencias Exactas, y como profesora ayudó a establecer la Institución Teresiana, hoy conocida como Facultad San Pedro Poveda en la Ciudad Quezón. En 1995, estableció la Fundación Makabata School, Inc. en Pásig para ayudar a los niños filipinos menos afortunados a estudiar gratis.

## Biografía
Maruxa es originaria de Madrid muy vinculada a Betanzos por sus raíces familiares y sus grandes estancias. Su padre es Antonino Pita y tiene cinco hermanos: Carmen, Chita, Pilar, Isabel y Antón. A la edad de diecisiete años, siguió a su hermana mayor, Chita, y se unió a la Institución Teresiana, que fue fundada por el Padre Pedro Poveda.

## En Filipinas
En 1959, llegó a las Filipinas para ayudar a establecer el Colegio Institución Teresiana hoy conocida como Facultad San Pedro Poveda, en la ciudad Quezón. Se desempeñó como directora de la Escuela desde 1965 hasta 1973. Luego enseñó castellano, tanto en la Universidad de Santo Tomás desde 1973 a 1979, y el Centro Cultural Español de 1975 a 1979. También trabajó como Directora del Centro Cultural Español, donde organizó todas las áreas de enseñanza, y gestionó a los profesores de castellano desde 1979 hasta 1993. En 1993, el Instituto Cervantes de Manila, se estableció y permaneció como jefa académica del Centro; así fue el primer Instituto Cervantes establecido en Asia. El Instituto Cervantes realizó un tributo a la incansable y excelente profesora, de honrar su trabajo sobre el idioma castellano en Filipinas y su dedicación y compromiso para ayudar a educar a los niños de escasos recursos con su Fundación.

### Trivia
En ese momento, la Institución Teresiana preescolar era mixta. Maruxa recuerda que ella enseñó a los cuatro hijos mayores del fallecido exsenador Benigno Aquino, Jr. y de la ex-Pta. Corazón Aquino, que incluye al actual Pte. Benigno Aquino III. Ella dijo que "Ellos estaban todos juntos en la escuela".

## Honores

### Galardones y reconocimientos
- Medalla del Mérito Civil
- Medalla de Galicia (2004)
- Dama de Isabel la Católica
- Premio Beata Teresa de Calcuta (2011)[6]
- Premios People's Choice (2012)[3]